# المغایر
المغایر (به عربی: المغایر) یک منطقهٔ مسکونی در سوریه است که در منطقه جرابلس واقع شده‌است.